# Odprto prvenstvo Anglije 1995
Odprto prvenstvo Anglije 1995 je teniški turnir za Grand Slam, ki je med 26. junijem in 9. julijem 1995 potekal v Londonu.

## Moški posamično
Pete Sampras :  Boris Becker 6-7(5-7) 6-2 6-4 6-2

## Ženske posamično
Steffi Graf :  Arantxa Sánchez Vicario 4-6 6-1 7-5

## Moške dvojice
Todd Woodbridge /  Mark Woodforde :  Rick Leach /  Scott Melville 7-5 7-6(10-8) 7-6(7-5)

## Ženske  dvojice
Jana Novotná /  Arantxa Sánchez Vicario :  Gigi Fernández /  Natalija Zverjeva 5-7 7-5 6-4

## Mešane dvojice
Jonathan Stark /  Martina Navratilova :  Cyril Suk /  Gigi Fernández 6-4 6-4